# Województwo staropolskie
Województwo staropolskie – województwo projektowane w czasie prac nad tworzeniem nowego podziału administracyjnego Polski pod koniec lat 90. Miało obejmować tereny dawnego województwa kieleckiego, częstochowskiego i fragmenty innych województw.
Województwo staropolskie miałoby obejmować tereny dzisiejszego województwa świętokrzyskiego w całości, 4 powiaty województwa śląskiego (Częstochowę i powiaty ziemskie częstochowski, kłobucki i myszkowski) oraz 2 powiaty województwa łódzkiego (pajęczański i radomszczański).

## Historia

### Projekty z 1998 roku
12 stycznia 1998 r. częstochowska rada miasta przyjęła stanowisko w obronie województwa. 22 stycznia częstochowska prezydent odbyła spotkanie z prezydentem Kielc o wspólnym województwie. Pomysł województwa świętokrzyskiego z Częstochową, Kielcami i Radomiem popierał wojewoda kielecki, a wojewoda radomski odrzucał. 2 lutego na dorocznej pielgrzymce parlamentarzystów na Jasnej Górze zakonnik Jan Pach zaapelował do posłów i senatorów o utrzymanie województwa częstochowskiego.
Pierwsze poważne rozmowy dotyczące propozycji utworzenia województwa staropolskiego miały miejsce 13 lutego 1998 roku w Złotym Potoku, gdzie spotkali się prezydenci Częstochowy, Kielc i Radomia oraz parlamentarzyści z tych regionów. Zdecydowano wówczas o nazwaniu projektowanego województwa staropolskim, a odrzucono nazwy świętokrzyskiego i północnomałopolskiego. Tydzień później (20 lutego) na Świętym Krzyżu (Łysej Górze) spotkali się przedstawiciele samorządów i parlamentarzyści województw częstochowskiego i kieleckiego, by obradować na temat powołania województwa staropolskiego, natomiast przedstawiciele Radomia nie wzięli w nim udziału, opowiadając się za przynależnością do woj. mazowieckiego. W spotkaniu brali udział także przedstawiciele woj. tarnobrzeskiego, którzy wyrazili chęć przyłączenia do województwa staropolskiego Sandomierza.
13 marca rząd zdecydował o podziale na 12 województw i włączeniu Częstochowy do województwa śląskiego, a 17 marca w Częstochowie rozpoczęło się zbieranie podpisów pod obywatelskim projektem utworzenia 14 województw, w tym staropolskiego. Ostatecznie zebrano 40% wymaganych podpisów. 22 maja pod Sejmem odbyła się manifestacja w obronie województwa częstochowskiego, na której obecne było 70 osób, chociaż miesiąc wcześniej podobna demonstracja w obronie województwa kieleckiego zgromadziła 2000 osób. 24 maja sejmowa komisja zgodziła się na powstanie woj. staropolskiego z siedzibą w Kielcach, a częstochowski poseł Tadeusz Wrona podjął nieudane rozmowy z władzami Opola o wspólnym województwie częstochowsko-opolskim.
5 czerwca Sejm odrzucił projekt podziału na 12 województw, jednak w ponownym głosowaniu projekt przyjęto. Jednocześnie marszałek Sejmu obiecał wówczas utworzyć dodatkowo woj. opolskie, lubuskie i kujawsko-pomorskie podczas głosowania w Senacie, co nastąpiło 17 czerwca, jednak 2 lipca prezydent Aleksander Kwaśniewski zawetował podział Polski na 15 województw, a dzień później większość sejmowa bez powodzenia próbowała weto odrzucić.
8 lipca 1998 roku została uzgodniona we Włoszczowie między przedstawicielami Kielc, Częstochowy oraz Sandomierza tzw. umowa włoszczowska. Obok zawartych w niej deklaracji poparcia dla utworzenia tego województwa, złożonych przez przedstawicieli zainteresowanych regionów, znajdowały się w niej także wspólne uzgodnienia, np. że siedziba wojewody miałaby się znajdować w Częstochowie, a sejmiku wojewódzkiego w Kielcach. 8 lipca 1998 roku tekst porozumienia przekazany został do najważniejszych osób w państwie (prezydenta, premiera, marszałków Sejmu i Senatu, szefów klubów poselskich, parlamentarzystów z obu województw), jednak już 15 lipca grupa kieleckich posłów poparła projekt województwa świętokrzyskiego bez Częstochowy. 17 lipca projekt przegłosowano w Sejmie, a 24 lipca w Senacie, zaś 27 lipca prezydent podpisał ustawę.
Ostatecznie reforma administracyjna weszła w życie w 1999 roku bez województwa staropolskiego, a zamiast niego powstało województwo świętokrzyskie ze stolicą w Kielcach. Województwo częstochowskie zostało włączone do województwa śląskiego, a drobne tereny pograniczne podzielono między województwa łódzkie, opolskie i świętokrzyskie. Samą Częstochowę przyłączono do województwa śląskiego.